# Eurytoma pigra
Eurytoma pigra is een vliesvleugelig insect uit de familie Eurytomidae. De wetenschappelijke naam is voor het eerst geldig gepubliceerd in 1958 door Burks.